# Hidari irava
Espèce
Hidari irava est une espèce d'insectes lépidoptères de la famille des Hesperiidae, originaire du Sud-Est asiatique.
La chenille de ce papillon est un ravageur du cocotier et d'autres espèces de palmiers, ainsi que du bambou.